# Jakub Różalski
Jakub Różalski (né à Koszalin en 1981) est un illustrateur polonais.

## Biographie
En 2016 il devient l'illustrateur du jeu de société Scythe, puis du jeu vidéo Iron Harvest, tous deux dans le même univers. En 2017 il fait notamment les illustrations concept art du film Kong: Skull Island après avoir été repéré par les créateurs du film qui ont adoré ses dessins.

## Style
Son style s'inspire des peintures de la fin du XIXe siècle et du début du XXe siècle, avec des inspirations modernes de fantasy et de science-fiction, telles que les mechas. Il a été influencé par Ivan Chichkine, Isaac Levitan, Józef Brandt, Aleksander Gierymski, et Józef Chełmoński.